# Ivan Perišić
Ivan Perišić (født 2. februar 1989 i Split, Jugoslavien) er en kroatisk professionel fodboldspiller, som spiller for Prva HNL-klubben Hajduk Split, hvor han er lånt til fra Tottenham Hotspur, og Kroatiens landshold. 

## Klubkarriere
Efter at have startet sin seniorkarriere i Frankrig hos FC Sochaux, uden at slå igennem på førsteholdet, skiftede Perišić i 2009 til Club Brugge. I 2011 blev han, på trods af ikke at være angriber, topscorer i den belgiske liga, og blev samtidig årets fodboldspiller i Belgien.
Efter sin store succes i Belgien skiftede Perišić i 2011 til Borussia Dortmund i Tyskland, hvor han i sin første sæson var med til at vinde The Double, Bundesligaen og DFB-Pokalen.
I januar 2013 blev han solgt til VfL Wolfsburg, og i sommeren 2015 skiftede han til italienske Inter.
I 2019 skiftede Ivan Perisic til den sydtyske klub Bayern Munchen, og i 2022 skiftede han til den engelske klub Tottenham Hotspur.

## Landsholdskarriere
Perišić står (pr. december 2022) noteret for 120 kampe og 33 scoringer for Kroatiens landshold, som han debuterede for 26. marts 2011 i en EM-kvalifikationskamp på udebane mod Georgien. Han repræsenterede sit land ved både EM i 2012, VM i 2014, EM i 2016,  VM i 2018 og VM i 2022